# Peter Parapullil
Peter Parapullil (* 2. Dezember 1949 in Perumanoor, Kerala) ist ein indischer Geistlicher und emeritierter römisch-katholischer Bischof von Jhansi.

## Leben
Peter Parapullil empfing am 29. Februar 1976 das Sakrament der Priesterweihe für das Bistum Jhansi.
Am 31. Oktober 2012 ernannte ihn Papst Benedikt XVI. zum Bischof von Jhansi. Der Apostolische Nuntius in Indien, Erzbischof Salvatore Pennacchio, spendete ihm am 6. Januar 2013 die Bischofsweihe; Mitkonsekratoren waren der Erzbischof von Agra, Albert D’Souza, und der emeritierte Bischof von Jhansi, Frederick D’Souza.
Papst Franziskus nahm am 28. Dezember 2024 seinen altersbedingten Rücktritt an.